# Landschaftsschutzgebiet Bad Laasphe
Das Landschaftsschutzgebiet Bad Laasphe ist ein Landschaftsschutzgebiet im Kreis Siegen-Wittgenstein. Das Gebiet unterteilt sich in 13 Teilflächen auf dem Gebiet der Stadt Bad Laasphe. Es wurde 1987 ausgewiesen und hat eine Fläche von 123,11 km². In der CDDA-Datenbank ist es unter der Nummer 390391 verzeichnet, in den amtlichen Unterlagen unter der Kennung LSG-5015-003.

## Schutzzweck und -maßnahmen
Der Schutzzweck des Gebietes ist „die Erhaltung der Leistungsfähigkeit des Naturhaushalts, die Sicherung der Vielfalt, Eigenart und Schönheit des Landschaftsbildes sowie der Bewahrung des im Interesse des Erholungsverkehrs überregional bedeutsamen Gebietes.“
Den Regelungen zum Landschaftsschutzgebiet ist zu entnehmen, dass alle Handlung verboten sind, die den Charakter des Landschaftsschutzgebietes verändern könnten, dessen Schutzzweck zuwiderlaufen oder die zu einer nachhaltigen Schädigung des Naturhaushalts oder zur Verunstaltung des Landschaftsbildes führen können.